# Aulacaspis takarai
Aulacaspis takarai är en insektsart som beskrevs av Sadao Takagi 1965. Aulacaspis takarai ingår i släktet Aulacaspis och familjen pansarsköldlöss. Inga underarter finns listade i Catalogue of Life.